# 1838 a tudományban
Az 1838. év a tudományban és a technikában.

## Publikációk
- Charles Lyell publikálja korábbi nagy művén, a Principles of Geology  tartalmán alapuló Elements of Geology (A geológia elemei) című könyvét. Ezt a munkát „az első, korszerű geológiai kézikönyvnek tekintjük”.[1]

## Születések
- január 5. – Marie Ennemond Camille Jordan francia matematikus († 1922)
- január 29. – Edward Morley amerikai fizikus († 1923)
- február 17. Friedrich Konrad Beilstein német származású orosz kémikus († 1906)
- február 18. – Ernst Mach osztrák fizikus, filozófus († 1916)
- március 3. – George William Hill csillagász, matematikus, a matematikai asztronómia előfutára, az első nagy amerikai matematikusok egyike († 1914)
- április 16. – Ernest Solvay belga kémikus, iparos és politikus († 1922)
- április 18. – Paul Émile Lecoq de Boisbaudran francia kémikus († 1912)
- július 8. – Ferdinand von Zeppelin német léghajóépítő, a róla elnevezett léghajótípus tervezője és gyártója († 1917)
- július 19. – Joel Asaph Allen amerikai zoológus, ornitológus († 1921)

## Halálozások
- május 19. – Schuster János magyar orvos, kémikus, egyetemi tanár, a Magyar Tudományos Akadémia első kémikus tagja (* 1777)[2]
- július 5. – Jean Itard francia orvos, fül-orr-gégész, gyógypedagógus, a hallássérültek gyógypedagógiájának és az oligofrénpedagógiának egyik úttörője (* 1774)
- július 19. – Pierre Louis Dulong francia vegyész és fizikus (* 1785)
- július 24. – Frédéric Cuvier francia zoológus és paleontológus. Georges Cuvier a nagy francia természettudós öccse (* 1773)
- augusztus 21. Adelbert von Chamisso német természettudós, 1815 és 1818 között természettudósként világ körüli úton vett részt (Rurik-expedíció) (* 1781)